# Transenna

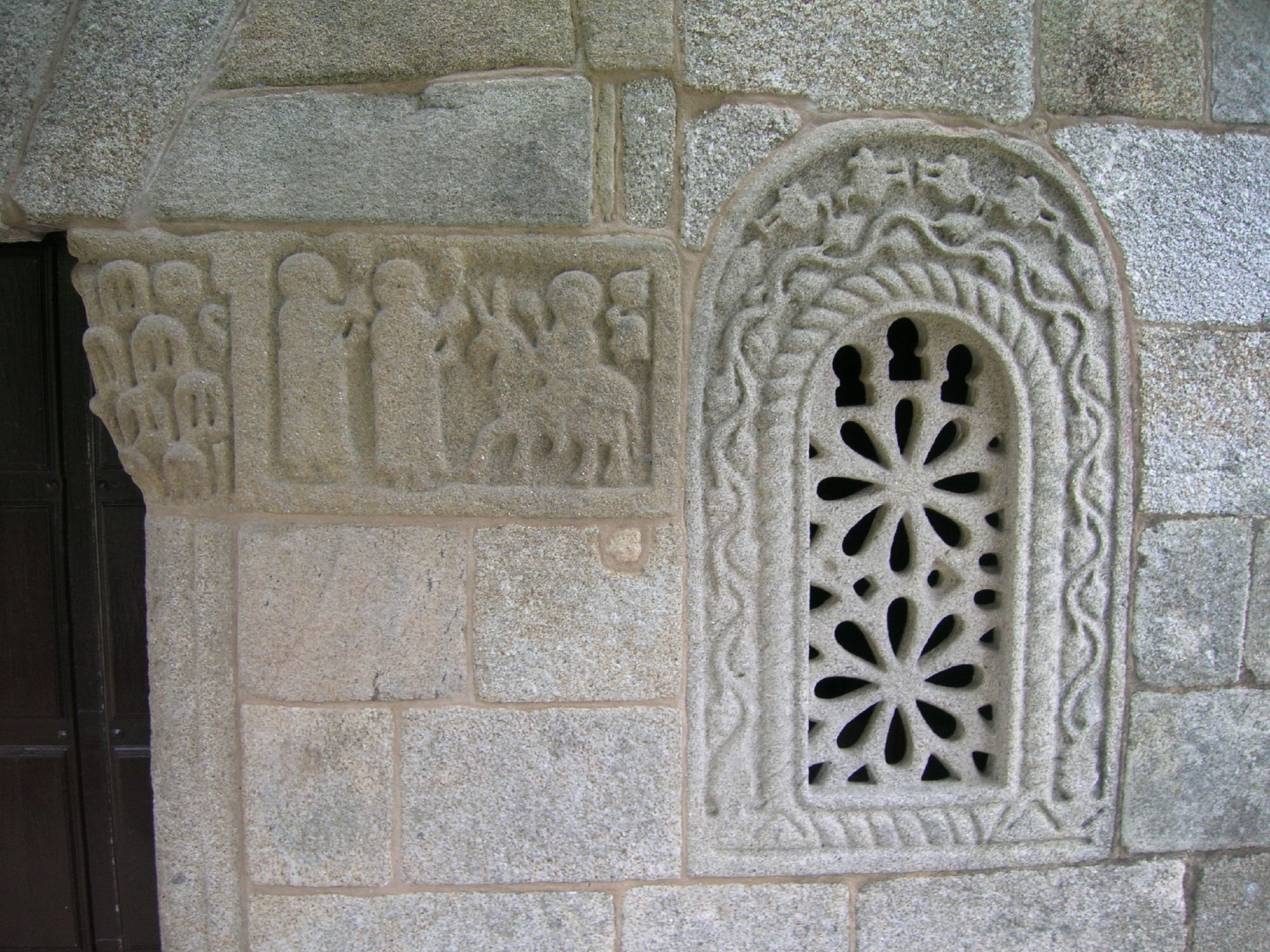
Transenna, kaplica San Xes de Francelos w Ribadavi

Transenna – płyta zamykająca okno, wykonana z cienko oszlifowanego, lub ażurowego marmuru, kamienia, alabastru, drewna.